# Tiquadra
Tiquadra är ett släkte av fjärilar. Tiquadra ingår i familjen äkta malar.

## Bildgalleri

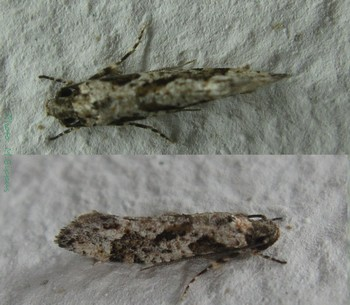

## Dottertaxa tillTiquadra, i alfabetisk ordning[1]
- Tiquadra aeneonivella
- Tiquadra albescens
- Tiquadra atomarcha
- Tiquadra avitella
- Tiquadra butyranthes
- Tiquadra circumdata
- Tiquadra crocidura
- Tiquadra cultrifera
- Tiquadra drapetica
- Tiquadra enstacta
- Tiquadra etiennei
- Tiquadra exercitata
- Tiquadra galactura
- Tiquadra ghesquierei
- Tiquadra goochii
- Tiquadra guillermeti
- Tiquadra gypsatma
- Tiquadra halithea
- Tiquadra inophora
- Tiquadra inscitella
- Tiquadra lentiginosa
- Tiquadra lichenea
- Tiquadra maculata
- Tiquadra mallodeta
- Tiquadra nivosa
- Tiquadra nubilella
- Tiquadra nucifraga
- Tiquadra ochreata
- Tiquadra pircuniae
- Tiquadra pontifica
- Tiquadra reversella
- Tiquadra semiglobata
- Tiquadra stenopa
- Tiquadra syntripta
- Tiquadra vilis